# Sen kresne noči (Mendelssohn)
Sen kresne noči je naslov programske glasbe Felixa Mendellssohna. Celotna skladba sestoji iz dveh delov, Uverture in Scenske glasbe, ki sta bila komponirana v razmiku 17-ih let. Drugi del, ki je naslovljen kot Scenska glasba, sestoji iz 12- ih stavkov. Celotno glasbeno delo se izvaja redko, večinoma le kot izbor posameznih stavkov te slavne skladbe.

## Stavki:
- Uvertura k Snu kresne noči, op. 21: Allegro di molto (delo je nastalo leta 1826)
- Sen kresne noči, scenska glasba op. 61 (delo je nastalo leta 1843)
- 1. Scherzo: Allegro vivace
- 2. L’istesso tempo 
  - Koračnica palčkov: Allegro vivace
- 3. Pesem z zborom: Allegro ma non troppo
- 4. Andante
- 5. Intermezzo: Allegro appassionato
- 6. Allegro
- 7. Nokturno: Con motto tranquillo
- 8. Andante
- 9. Poročna koračnica: Allegro vivace
- 10. Allegro comodo, 
  - Žalna koračnica
- 11. Ples klovnov
- 12. Finale: Allegro di molto 
  - Zbor palčkov

## Uvertura
Uvertura je zgrajena kot popolna sonatna oblika in spominja na prvi stavek simfoničnega dela. Štirje uvodni akordi pihalnih instrumentov nas prestavijo v čarobni svet vilinskih bitij. (Akordi sestavljajo E-durovo kadenco, ki se namesto s toniko začne s subdominanto, in se ponovijo še pred reprizo in na koncu uverture.) Sledi jim lahkotni ples škratov v godalih. Ta preide v tako imenovano Oberonovo temo. Krepko melodijo v odprtem E-duru odigra ves orkester. Za njo pride na vrsto lirična stranska tema, ki predstavlja čustva zaljubljencev. Tretji del ekspozicije predstavlja vesel ljudski ples, v katerem lahko prepoznamo tudi oslovsko oglašanje mojstra tkalca v ponovljenem intervalu velike none navzdol. Uvertura je imela že ob svojem nastanku velikanski uspeh. Hvalili so jo tudi mojstri, kot sta Schumann in Berlioz in pomeni prvo veliko zmagoslavje v karieri skladatelja, dirigenta, pianista, pedagoga in glasbenega organizatorja, ki se ji je Mendelssohn predajal do zadnjega vlakna svoje moči in mu je poleg svetovne slave prinesla tudi izčrpanost in prerani grob. 

## Scenska glasba
Scensko glasbo za Sen kresne noči je ustvaril leta 1843, ko je deloval kot glasbeni direktor v Berlinu. Uverture ni več spreminjal. Napisal je še dvanajst stavkov, celotno delo pa večinoma ilustrira pravljični del dramskega zapleta. Stavka Scherzo in Koračnica palčkov spremljata prvi nastop vilinskih bitij in utripanje glasbe vsebuje poleg rahlosti čarobnega sveta tudi grožnjo, ko se na odru pojavi Škrat, ki bo priklical temne sile iz duševnosti spečih mladih ljudi. Nastop Oberona in njegovega spremstva naznani kratka koračnica palčkov, nastop Titanije pa vilinska bitja spremljajo z uspavanko. Pesem naj bi odgnala od njihove kraljice zle sile in jo zazibala v sladke sanje. Četrti stavek, Andante – Allegro molto zaznamuje zli učinek Oberonove in Škratove čarovnije, Hermijino nesrečo in zmedeno strast vilinske kraljice. Nokturno prikazuje trenutek, ko se v Oberonovem srcu zgane usmiljenje do nesrečne zmedenosti uročenih zaljubljencev in Titanije. Spevna melodija v rogovih spada med najlepša mesta romantične glasbe. Urok se zlomi in združitev parov proslavi najslavnejša med poročnimi koračnicami.
Dogajanje se preseli v Atene. Žaloigro o Piramu in Tisbi v izvedbi mojstrov obrtnikov spremlja žalna koračnica, tej pa sledi veseli ples klovnov. V njem prepoznamo tretjo temo iz uverture z značilnim stiliziranim oslovskim krikom. Rajanje ob trojni svatbi sklene kratka ponovitev poročne koračnice, potem pa se s pesmijo od nas poslovijo tudi vilinska bitja. Sen kresne noči nas zapusti zasanjane in zamišljene nad nestalnostjo in neobvladljivostjo našega notranjega sveta. 
Scenska glasba je bila z velikim uspehom prvič izvedena ob uprizoritvi Sna kresne noči 14. oktobra 1843 v dvornem gledališču pruskega kralja v Potsdamu. Predstavo je režiral sam prevajalec Ludwig Tieck. Po poročilih iz tistega časa sodeč so v romantičnih uprizoritvah v gledališču predvsem poudarjali pravljičnost Shakespearove igre. V našem času režiserji pri interpretaciji tega dramskega besedila radi potencirajo igro seksualnih simbolov in manifestacije neukročenega libida, ki obvladuje človekovo nezavedno. V Mendelssohnovi glasbi so te prvine sublimirane v estetiki visoke romantike. Njegova umetnost odkriva lepoto v skladnosti in spravi med neuglašenimi plastmi človekove osebnosti. Vero v uresničljivost te ubranosti je že naslednja generacija evropskih romantikov za vedno izgubila in prav zaradi nje nas Mendelssohnova glasba vedno znova očara in potolaži.